# Proteína intercambiadora de fosfolípidos
Las proteínas intercambiadoras de fosfolípidos (phospholipid exchange proteins) son proteínas hidrosolubles que se encuentran en el citoplasma celular de las células eucariotas.

## Función
Las proteínas intercambiadoras de fosfolípidos tienen la función de transportar fosfolípidos entre las bicapas lipídicas del retículo endoplasmático y otros compartimentos celulares como las mitocondrias o los peroxisomas entre otros. 
Estos compartimentos no se comunican con el retículo endoplasmático mediante vesículas de transporte, por lo que necesitan importar proteínas y lípidos por otras vías especiales.
Gran parte de las proteínas se importan desde el citoplasma, mientras que los fosfolípidos, debido a su insolubilidad en agua, se transfieren por medio de proteínas intercambiadoras. 
Cada fosfolípido es reconocido por un tipo de proteína de intercambio específica, la cual extrae el fosfolípido de la membrana del retículo endoplasmático y difunde por el citoplasma hasta que encuentra otra membrana, momento en que se produce la descarga del fosfolípido en la misma.
Dado que los fosfolípidos se sintetizan en la membrana del retículo endoplasmático, la transferencia de éstos a las membranas externas de mitocondrias y peroxisomas puede realizarse sin aporte energético debido a que su concentración es mucho mayor en la primera que en las segundas. 
Mientras que la fosfatidilcolina  y la fosfatidilserina son transportadas directamente por este método, la fosfatidiletanolamina no se transporta, y es obtenida mediante la descarboxilación de la fosfatilserina.